# PGC 16698
LEDA/PGC 16698 (NGC 1796A) ist eine Spiralgalaxie vom Hubble-Typ Sab im Sternbild Dorado am Südsternhimmel. Sie ist schätzungsweise 380 Millionen Lichtjahre von der Milchstraße entfernt und hat einen Durchmesser von etwa 200.000 Lichtjahren.